# Malene Schwartz
Malene Schwartz, född 10 augusti 1936 i Frederiksberg, är en dansk skådespelare och teaterdirektör. Hennes repertoar på scenen har huvudsakligen varit av den lättare genren, musikaler, lustspel och revyer. Schwartz har även medverkat i ett flertal danska filmer, 38 sedan 1955. Mest känd för den svenska publiken blev hon genom sin medverkan i den danska tv-serien och internationella publiksuccén Matador, där hon spelade den neurotiska bankdirektörshustrun Maude Varnæs. Schwartz var direktör för Folketeatret i Köpenhamn 2005–2007.
Malene Schwartz är barnbarn till författaren Alba Schwartz. Hon har varit gift med advokaten Christian Lillelund och journalisten och författaren Paul Hammerich.

## Filmografi i urval
- Litet bo (1956)
- Lilla grevinnan (1961)
- Sorte Shara (1961)
- Prinsessa för en dag (1962)
- Den kidnappade Venus (1962)
- Förälskad i april (1963)
- Lilla helgonet (1963)
- Bussen (1963)
- Jag – en kvinna (1965)
- Åh, en så'n tokstolle (1966)
- Huset på Christianshavn (1977)
- Matador (1978-1982)
- Tro, hopp och kärlek (1984)
- Reconstruction (2003)
- Flamman och Citronen (2008)

## Teater

### Roller
| År   | Roll     | Produktion         | Regi          | Teater                 |
| ---- | -------- | ------------------ | ------------- | ---------------------- |
| 1986 | Katarina | Demoner Lars Norén | Søren Iversen | Aveny-T(da), Köpenhamn |